# Воробьёв, Матвей Александрович

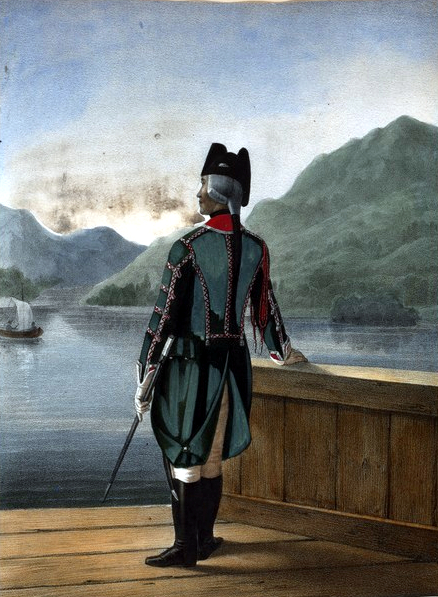
Штаб-волторнист 4-го Егерского полка (1797-1801) гг. в период командования полком Воробьёва М. А.

Матве́й Алекса́ндрович Воробьёв (ок. 1760 — после 04.01.1800) — подполковник, командир и первый шеф 4-го егерского полка в швейцарском походе русской армии в составе корпуса А. М. Римского-Корсакова (1798 г.).

## Историческая справка
Из дворян Воробьёвых. Точная принадлежность ветви дворян Воробьёвых до настоящего времени пока не установлена.
Вновь сформированный в 1797 году 4-й егерский полк на базе двухбатальоного 5-го егерского полка, который потом назывался именами шефов, в 1798-1799 годах носил имя своего первого шефа и командира майора Матвея Александровича Воробьёва (4-й егерский майора Воробьёва полк).
В 1798 году полк под командованием Воробьёва М. А. участвовал в швейцарском походе русской армии в составе корпуса А. М. Римского-Корсакова. 18 августа егеря прибыли в Уцнах и 14 сентября, при неожиданном наступлении французов, выдержали натиск противника, после упорного штыкового боя отступив к Эглизау. На следующий день, выдержав бой у Цюриха, полк, находясь в арьергарде, штыками пробился к реке Глатт. С 8 октября егеря находились в корпусе принца Конде и были размещены по квартирам в Баварии.